# 韋桑托
韋桑托是芬蘭的城鎮，位於該國中部，由北薩沃尼亞區負責管轄，始建於1871年，面積570平方公里，2013年人口2,386，人口密度為每平方公里5.65人。

## 外部連結
- Municipality of Vesanto （页面存档备份，存于） – Official website